# برنارد روز (ممثل)
برنارد روز (بالألمانية: Willi Rose)‏ هو ممثل ألماني، ولد في 4 فبراير 1902 ببرلين في ألمانيا، وتوفي بنفس المكان في 16 يونيو 1978.

## وصلات خارجية
- برنارد روز على موقع IMDb (الإنجليزية)
- برنارد روز على موقع ألو سيني (الفرنسية)
- برنارد روز على موقع ميوزك برينز (الإنجليزية)
- برنارد روز على موقع أول موفي (الإنجليزية)
- برنارد روز على موقع قاعدة بيانات الأفلام السويدية (السويدية)
- برنارد روز على موقع ديسكوغز (الإنجليزية)
- برنارد روز على موقع قاعدة بيانات الفيلم (الإنجليزية)
- برنارد روز على موقع كينوبويسك (الروسية)